# Mansoura (Bordj Bou Arreridj)
Mansoura (în arabă منصورة) este o comună din provincia Bordj-Bou-Arreridj, Algeria.
Populația comunei este de 21.280 de locuitori (2008).